# Kleinsölk
Kleinsölk war bis 31. Dezember 2014 eine selbständige Gemeinde mit 585 Einwohnern (Stand: 31. Oktober 2013) in der Steiermark (Gerichtsbezirk Schladming). Im Rahmen der steirischen Gemeindestrukturreform wurde sie am 1. Jänner 2015 mit den zuvor ebenfalls selbstständigen Gemeinden Großsölk und Sankt Nikolai im Sölktal zur neuen Gemeinde Sölk zusammengeschlossen. Die gesetzliche Grundlage dafür bildete das Steiermärkische Gemeindestrukturreformgesetz (StGsrG).

## Geografie
Kleinsölk liegt in der politischen Expositur Gröbming im Bezirk Liezen in der Steiermark.
Es existieren keine weiteren Katastralgemeinden außer Kleinsölk. Zum Gebiet von Kleinsölk gehören die Ortsteile Winklmühle, Stein/Enns, Sölkdörfl, Dörfl, Gelsenberg, Reith, Vorderwald, Kleinsölk und Hinterwald.
Zusammen mit Sankt Nikolai im Sölktal und Großsölk bildet Kleinsölk den 1976 gegründeten Naturpark Sölktäler, der eine Fläche von 277 Quadratkilometer umfasst.

## Geschichte
Sölk wurde um 1075 bis 1080 erstmals urkundlich erwähnt. Die Aufhebung der Grundherrschaften erfolgte 1848. Die Ortsgemeinde als autonome Körperschaft entstand 1850. Nach dem Anschluss Österreichs 1938 kam die Gemeinde zum Reichsgau Steiermark. Am 15. November 1944 stürzte bei der Putzental-Alm ein amerikanischer Bomber ab. In der Zeit von 1945 bis 1955 war Sölk Teil der britischen Besatzungszone Österreichs.
Am 31. Dezember 2014 endete die Selbständigkeit der Gemeinde Kleinsölk. Gemeinsam mit Großsölk und Sankt Nikolai im Sölktal wurde sie aufgrund der Steiermärkischen Gemeindestrukturreform zur nunmehrigen Gemeinde Sölk zusammengeschlossen.

## Kultur und Sehenswürdigkeiten
- Katholische Pfarrkirche Kleinsölk zur Kreuzauffindung

## Ehemalige Politik

### Gemeinderat
Der letzte Gemeinderat setzte sich nach den Wahlen von 2010 wie folgt zusammen: 5 ÖVP, 2 SPÖ und 2 FPÖ. Dieser wurde ebenfalls mit 31. Dezember 2014 aufgelöst.

### Chronik der Bürgermeister von Kleinsölk
| von  | bis  | Bürgermeister                       |
| ---- | ---- | ----------------------------------- |
| 1900 | 1928 | Johann Koller, vulgo Waldnerwirt    |
| 1928 | 1939 | Karl Koller, vulgo Waldnerwirt      |
| 1939 | 1942 | Konrad Stücklschweiger, vulgo Ebner |
| 1942 | 1945 | Otto Koller, vulgo Kreutner         |
| 1945 | 1962 | Stefan Höflechner, vulgo Potz       |
| 1962 | 1985 | Hermann Hofer, vulgo Leitgab        |
| 1985 | 1991 | Georg Stücklschweiger               |
| 1991 | 2006 | Ernst Daum, vulgo Karner            |
| 2006 | 2010 | Georg Stücklschweiger               |
| 2010 | 2014 | Karl Brandner (ÖVP)                 |

### Wappen
Die Verleihung des Wappens der ehemaligen Gemeinde erfolgte mit Wirkung vom 1. Februar 1987.

Blasonierung:
„In schwarz über drei silbernen Ahornblättern ein springender silberner Hirsch, unterlegt von einem silbernen Lilienstab.“

### Partnerschaften
Seit 1. Juni 1972 bestand eine Gemeindepartnerschaft mit der Stadt Ilshofen in Baden-Württemberg, Deutschland.